# Schefflera trungii
Schefflera trungii är en araliaväxtart som beskrevs av Igor Vladimirovich Grushvitzky och Nina Timofeevna Skvortsova. Schefflera trungii ingår i släktet Schefflera och familjen araliaväxter. Inga underarter finns listade.